# Le moribond
Le moribond is een nummer geschreven door Jacques Brel. Als hitsingles zijn de vertolkingen van The Fortunes, Terry Jacks en Westlife onder de titel Seasons in the sun bekender. Alle versies gaan over iemand die gaat sterven en die afscheid neemt van zijn vrienden, maar de wrange tekst van het origineel ontbreekt in de Engelstalige uitvoeringen.

## Geschiedenis
Jacques Brel bracht het nummer in 1961 zelf als eerste uit, zowel op single als op een langspeelplaat (getiteld Marieke, later 5 genaamd). Le moribond (de stervende) gaat over het afscheid nemen van vrienden (Émile, de pastoor, Antoine en zijn vrouw). Hij geeft nog even een sneer naar Antoine, met wie zijn vrouw vreemdging ("Car vu que tu étais son amant").
Zoals van meerdere andere Brelnummers maakte Rod McKuen ook hiervan in samenwerking met de chansonnier een Engelstalige versie, hij gaf deze als titel "Seasons in the Sun" en bracht ze in 1964 uit op zijn album Rod McKuen Sings the McKuen/Brel Songbook. Ten opzichte van het origineel maakte hij de tekst minder cynisch en meer nostalgisch. McKuens cover werd eerder al opgenomen door The Kingston Trio, in 1963, als single en op hun album Time To Think.
In 1964 vertaalde Will Ferdy het nummer in het Nederlands en nam het op, als De stervende, in een productie van Eric Smets bij Delta (in 1961 opgericht door de Nederlander Hans Kellerman). Het werd geen succes. In 1965 bracht Ferdy het nummer opnieuw uit, deze keer op het label Cardinal Records (van Rocco Granata). Het bereikte de twaalfde plaats in de BRT Top 30.
Van Le moribond zijn inmiddels honderden covers gemaakt, onder andere door The Fortunes (1968), The Beach Boys (1973), Terry Jacks (1974), Nana Mouskouri (op haar Book Of Songs uit 1974), Nirvana (1993), Me First and the Gimme Gimmes (op Have a Ball uit 1997), Black Box Recorder (1998) en Westlife (1999).

### Hitnotering

#### NPO Radio 2 Top 2000
| Nummer met noteringen in de NPO Radio 2 Top 2000 | '06  | '07  |
| ------------------------------------------------ | ---- | ---- |
| Le Moribond (Jacques Brel)                       | 1743 | 1753 |

1. ↑  Een vetgedrukt getal geeft de hoogste notering aan.
2. ↑  2006 was het eerste jaar met een notering voor dit nummer.
3. ↑  Deze tabel is bijgewerkt tot en met de laatste editie (2024).

## The Fortunes
De Britse popgroep The Fortunes bracht in 1968 een cover van McKuens Seasons in the sun uit, geproduceerd door Mike d'Abo. Het nummer werd vrijwel overal een flop maar in Nederland een nummer vier hit in de Nederlandse Top 40. In de eerste Nederlandse Single Top 100 van 24 mei 1969 kwam het nummer binnen op een twaalfde plaats wat daarin hun hoogste notering bleef. In de Single Top 100 van dat hele jaar werd het nummer 58.

### Hitnoteringen

#### Nederlandse Top 40
| Hitnotering: 19-04-1969 t/m 14-06-1969 | Hitnotering: 19-04-1969 t/m 14-06-1969 | Hitnotering: 19-04-1969 t/m 14-06-1969 | Hitnotering: 19-04-1969 t/m 14-06-1969 | Hitnotering: 19-04-1969 t/m 14-06-1969 | Hitnotering: 19-04-1969 t/m 14-06-1969 | Hitnotering: 19-04-1969 t/m 14-06-1969 | Hitnotering: 19-04-1969 t/m 14-06-1969 | Hitnotering: 19-04-1969 t/m 14-06-1969 | Hitnotering: 19-04-1969 t/m 14-06-1969 | Hitnotering: 19-04-1969 t/m 14-06-1969 |
| Week:                                  | 1                                      | 2                                      | 3                                      | 4                                      | 5                                      | 6                                      | 7                                      | 8                                      | 9                                      |                                        |
| -------------------------------------- | -------------------------------------- | -------------------------------------- | -------------------------------------- | -------------------------------------- | -------------------------------------- | -------------------------------------- | -------------------------------------- | -------------------------------------- | -------------------------------------- | -------------------------------------- |
| Positie:                               | 21                                     | 8                                      | 5                                      | 4                                      | 6                                      | 10                                     | 15                                     | 27                                     | 35                                     | uit                                    |

#### NederlandseSingle Top 100
| Hitnotering: 24-05-1969 t/m 14-06-1969 | Hitnotering: 24-05-1969 t/m 14-06-1969 | Hitnotering: 24-05-1969 t/m 14-06-1969 | Hitnotering: 24-05-1969 t/m 14-06-1969 | Hitnotering: 24-05-1969 t/m 14-06-1969 | Hitnotering: 24-05-1969 t/m 14-06-1969 |
| Week:                                  | 1                                      | 2                                      | 3                                      | 4                                      |                                        |
| -------------------------------------- | -------------------------------------- | -------------------------------------- | -------------------------------------- | -------------------------------------- | -------------------------------------- |
| Positie:                               | 12                                     | 18                                     | 21                                     | 25                                     | uit                                    |

## Terry Jacks
De Canadees Terry Jacks verving medio 1970 Brian Wilson even als producer bij The Beach Boys, tijdens de opnamen van hun album Surf's Up. Hij stelde hen voor een vertolking van McKuens cover op te nemen, maar ze waren niet tevreden met het resultaat (volgens Mike Love vonden ze het "te slap") en het verscheen pas in 2021 op hun latere compilatiealbum Feel Flows. Jacks nam na zijn scheiding van Susan Pesklevits en het uiteenvallen van hun groep The Poppy Family zijn eigen versie van Rod McKuens bewerking op.
Hierin komt het droevige van Le moribond minder hevig naar voren. Het lied is gericht aan een vriend, aan zijn vader en aan een Michelle, die hij my little one noemt. Het nummer begon aan een zegetocht over de gehele wereld met een nummer 1-positie in de Billboard Hot 100. Van deze versie zijn meer dan 15 miljoen exemplaren verkocht.
Tot woede van Rod McKuen (en volgens deze nog meer van Jacques Brel) had hij 42 van de ruim 250 woorden veranderd om er volgens McKuen "een teenybopper-klaagzang" van te maken; en toen Jacks later zelfs een keer beweerde de tekst zelf te hebben bedacht was zijn reactie: "Terry may have spent too many seasons in the sun without a hat!"
Terry Jacks maakte in hetzelfde jaar ook een Duitstalige versie, met tekst door Gerd Müller-Schwanke, onder de titel "In den Gärten der Zeit".
Kurt Cobain was van kinds af aan uiterst ontroerd door de versie van Terry Jacks, het werd het eerste plaatje dat hij kocht; hij nam zijn cover in 1993 met Nirvana op in de BMG Ariola Studios in Rio de Janeiro, dit verscheen pas in 2004 op de DVD die hoorde bij de cd/dvd-box With the Lights Out.

### Hitnoteringen

#### Nederlandse Top 40
| Hitnotering: 30-03-1974 t/m 22-06-1974 | Hitnotering: 30-03-1974 t/m 22-06-1974 | Hitnotering: 30-03-1974 t/m 22-06-1974 | Hitnotering: 30-03-1974 t/m 22-06-1974 | Hitnotering: 30-03-1974 t/m 22-06-1974 | Hitnotering: 30-03-1974 t/m 22-06-1974 | Hitnotering: 30-03-1974 t/m 22-06-1974 | Hitnotering: 30-03-1974 t/m 22-06-1974 | Hitnotering: 30-03-1974 t/m 22-06-1974 | Hitnotering: 30-03-1974 t/m 22-06-1974 | Hitnotering: 30-03-1974 t/m 22-06-1974 | Hitnotering: 30-03-1974 t/m 22-06-1974 | Hitnotering: 30-03-1974 t/m 22-06-1974 | Hitnotering: 30-03-1974 t/m 22-06-1974 | Hitnotering: 30-03-1974 t/m 22-06-1974 |
| Week:                                  | 1                                      | 2                                      | 3                                      | 4                                      | 5                                      | 6                                      | 7                                      | 8                                      | 9                                      | 10                                     | 11                                     | 12                                     | 13                                     |                                        |
| -------------------------------------- | -------------------------------------- | -------------------------------------- | -------------------------------------- | -------------------------------------- | -------------------------------------- | -------------------------------------- | -------------------------------------- | -------------------------------------- | -------------------------------------- | -------------------------------------- | -------------------------------------- | -------------------------------------- | -------------------------------------- | -------------------------------------- |
| Positie:                               | 25                                     | 11                                     | 7                                      | 6                                      | 7                                      | 8                                      | 9                                      | 12                                     | 17                                     | 23                                     | 39                                     | 36                                     | 38                                     | uit                                    |

#### NederlandseSingle Top 100
| Hitnotering: 30-03-1974 t/m 25-05-1974 | Hitnotering: 30-03-1974 t/m 25-05-1974 | Hitnotering: 30-03-1974 t/m 25-05-1974 | Hitnotering: 30-03-1974 t/m 25-05-1974 | Hitnotering: 30-03-1974 t/m 25-05-1974 | Hitnotering: 30-03-1974 t/m 25-05-1974 | Hitnotering: 30-03-1974 t/m 25-05-1974 | Hitnotering: 30-03-1974 t/m 25-05-1974 | Hitnotering: 30-03-1974 t/m 25-05-1974 | Hitnotering: 30-03-1974 t/m 25-05-1974 | Hitnotering: 30-03-1974 t/m 25-05-1974 |
| Week:                                  | 1                                      | 2                                      | 3                                      | 4                                      | 5                                      | 6                                      | 7                                      | 8                                      | 9                                      |                                        |
| -------------------------------------- | -------------------------------------- | -------------------------------------- | -------------------------------------- | -------------------------------------- | -------------------------------------- | -------------------------------------- | -------------------------------------- | -------------------------------------- | -------------------------------------- | -------------------------------------- |
| Positie:                               | 24                                     | 13                                     | 7                                      | 7                                      | 7                                      | 10                                     | 14                                     | 16                                     | 19                                     | uit                                    |

#### VlaamseRadio 2 Top 30
| Hitnotering: 06-04-1974 t/m 29-06-1974 | Hitnotering: 06-04-1974 t/m 29-06-1974 | Hitnotering: 06-04-1974 t/m 29-06-1974 | Hitnotering: 06-04-1974 t/m 29-06-1974 | Hitnotering: 06-04-1974 t/m 29-06-1974 | Hitnotering: 06-04-1974 t/m 29-06-1974 | Hitnotering: 06-04-1974 t/m 29-06-1974 | Hitnotering: 06-04-1974 t/m 29-06-1974 | Hitnotering: 06-04-1974 t/m 29-06-1974 | Hitnotering: 06-04-1974 t/m 29-06-1974 | Hitnotering: 06-04-1974 t/m 29-06-1974 | Hitnotering: 06-04-1974 t/m 29-06-1974 | Hitnotering: 06-04-1974 t/m 29-06-1974 | Hitnotering: 06-04-1974 t/m 29-06-1974 | Hitnotering: 06-04-1974 t/m 29-06-1974 |
| Week:                                  | 1                                      | 2                                      | 3                                      | 4                                      | 5                                      | 6                                      | 7                                      | 8                                      | 9                                      | 10                                     | 11                                     | 12                                     | 13                                     |                                        |
| -------------------------------------- | -------------------------------------- | -------------------------------------- | -------------------------------------- | -------------------------------------- | -------------------------------------- | -------------------------------------- | -------------------------------------- | -------------------------------------- | -------------------------------------- | -------------------------------------- | -------------------------------------- | -------------------------------------- | -------------------------------------- | -------------------------------------- |
| Positie:                               | 20                                     | 7                                      | 9                                      | 3                                      | 2                                      | 2                                      | 2                                      | 2                                      | 1                                      | 1                                      | 3                                      | 12                                     | 22                                     | uit                                    |

#### NPO Radio 2 Top 2000
| Nummer met noteringen in de NPO Radio 2 Top 2000 | '99  | '00  | '01-'02 | '03  | '04 | '05  |
| ------------------------------------------------ | ---- | ---- | ------- | ---- | --- | ---- |
| Seasons in the Sun (Terry Jacks)                 | 1752 | 1794 | -       | 1690 | -   | 1854 |

1. ↑  Een '-' betekent dat het nummer niet was genoteerd en een vetgedrukt getal geeft de hoogste notering aan.
2. ↑  Deze tabel is bijgewerkt tot en met de laatste editie (2024).

## Westlife
In 1999 bracht Westlife hun versie uit op een special edition-single, samen met een cover van Abba’s I have a dream. Het bereikte de eerste plaats in de Britse hitparade. In Nederland en Vlaanderen kwam de single niet in de hitparade terecht.

## Galerij

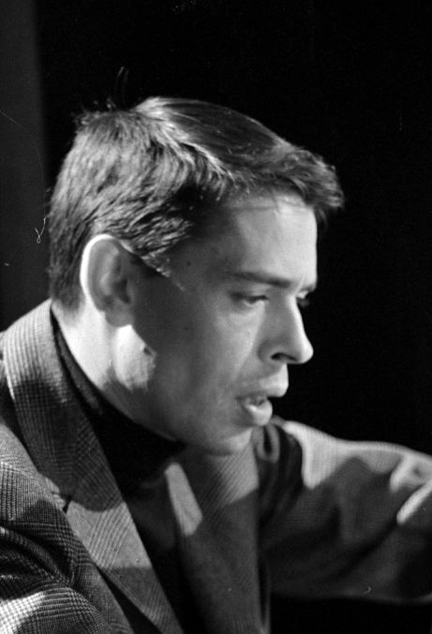
Jacques Brel (1963)
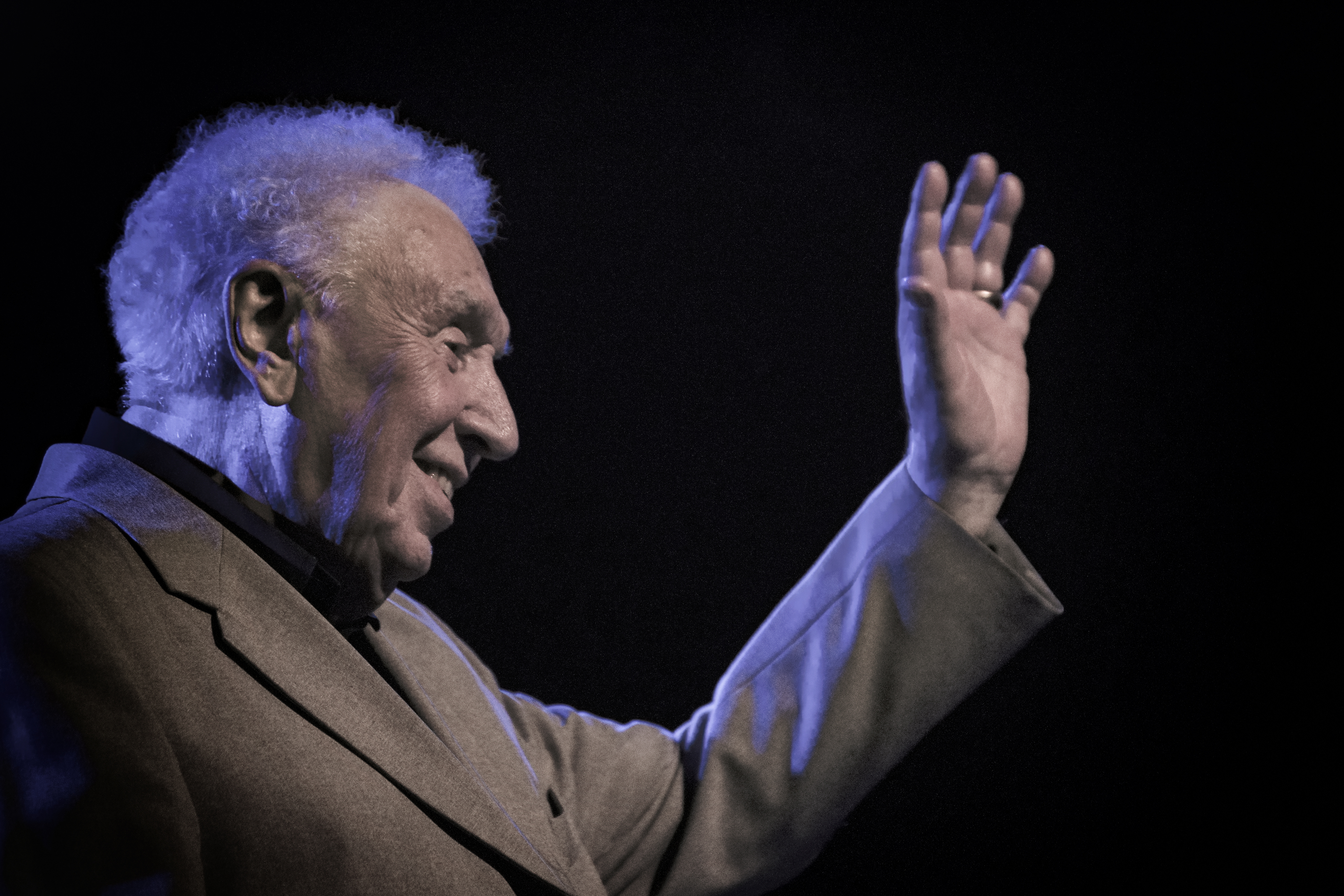
Will Ferdy bij zijn afscheidsoptreden (2013)
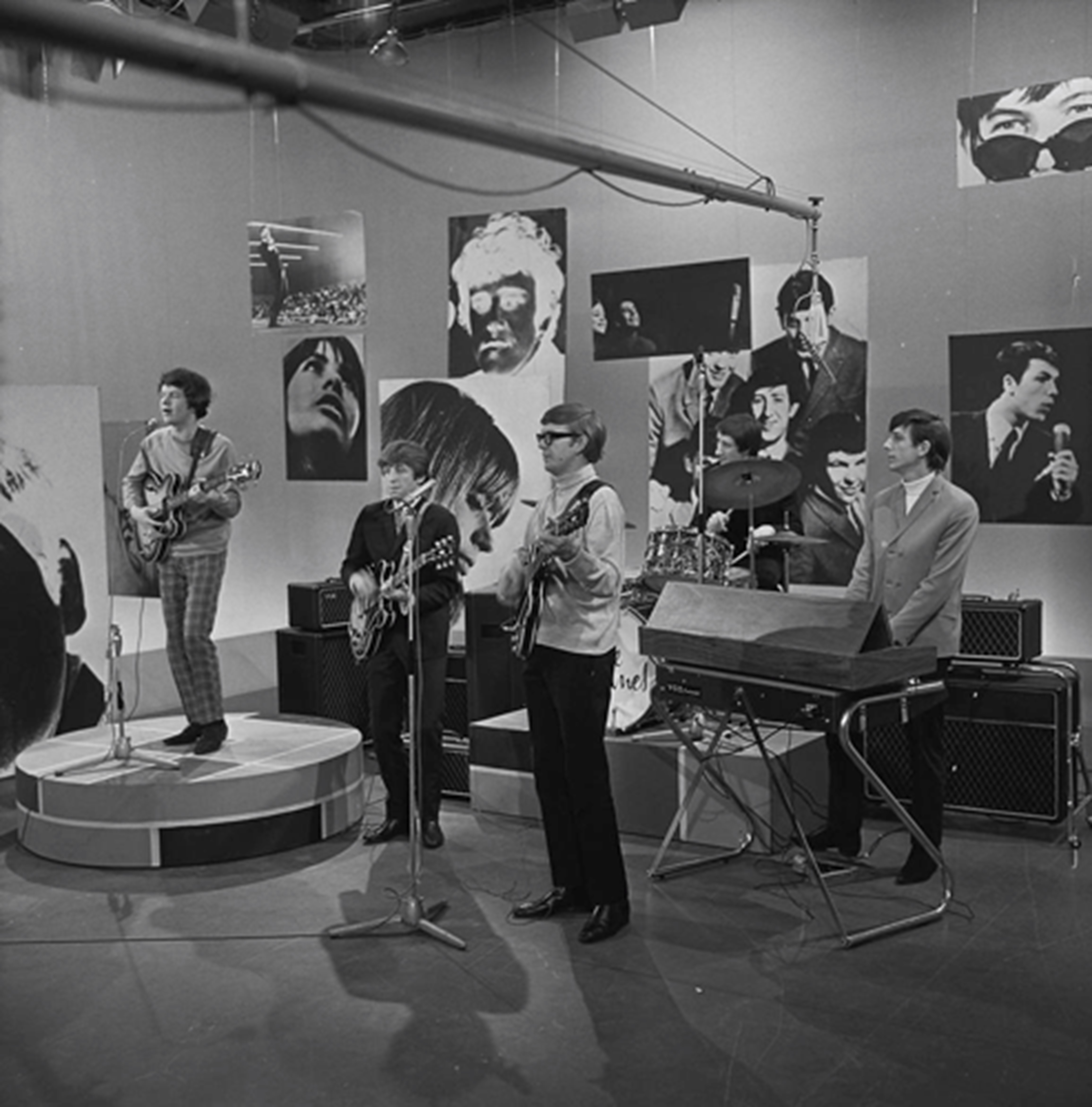
The Fortunes (1966)
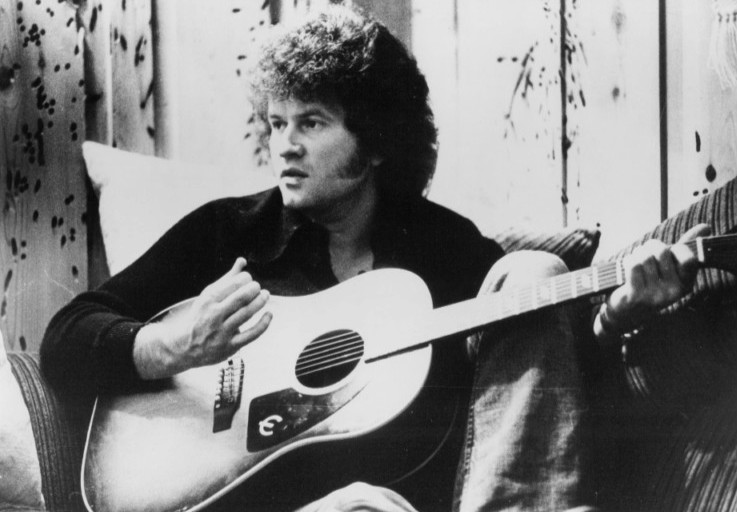
Terry Jacks (1974)
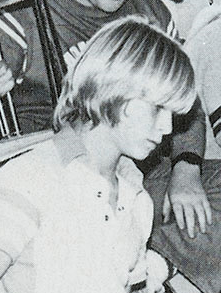
Kurt Cobain (1981)
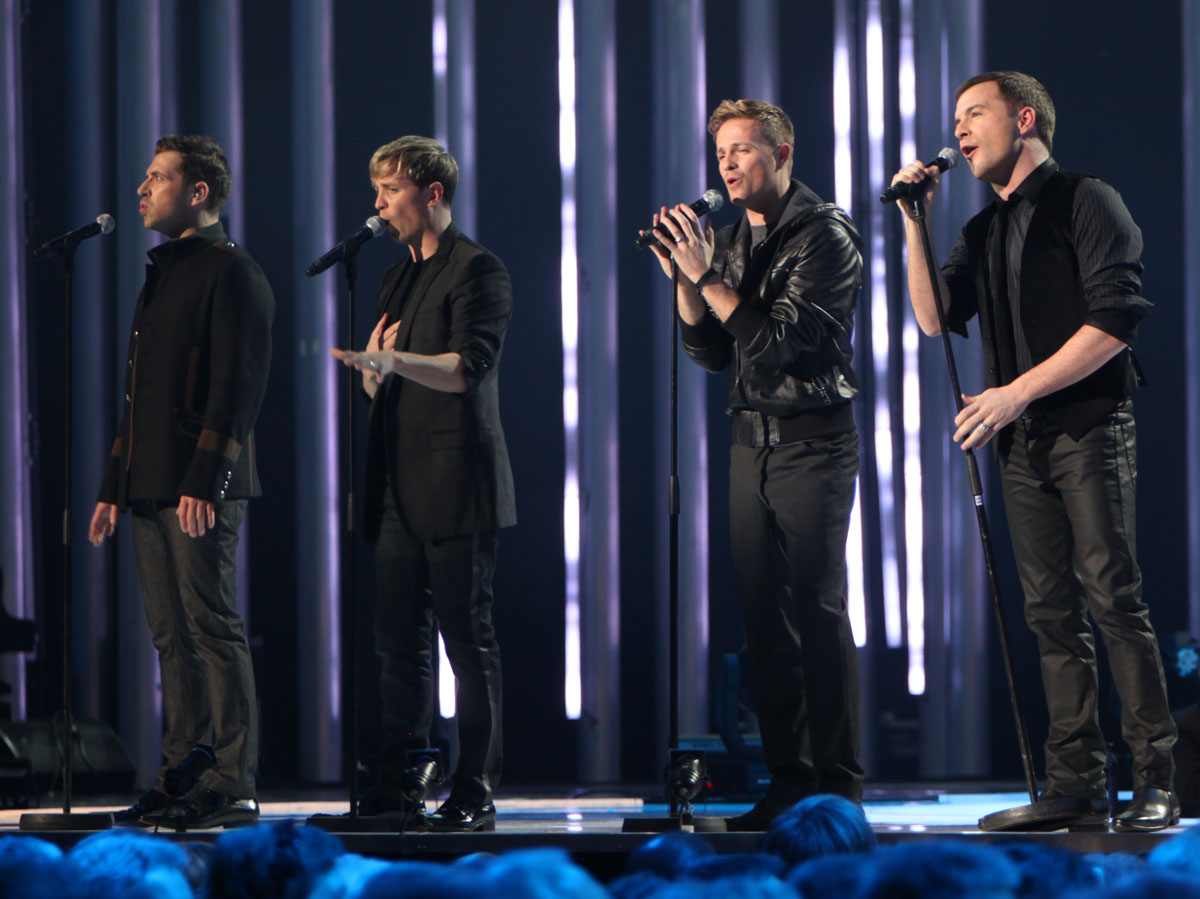
Westlife (2009)